# Campeonato de Asia de Fútbol Playa 2015
El Campeonato de Asia de Fútbol Playa 2015 que sirvió como torneo de clasificación de AFC para la Copa Mundial de Fútbol Playa FIFA 2015 se disputó del 23 al 28 de marzo de ese mismo año en la playa de Katara, Catar. La confederación dispuso de tres cupos directos para la copa mundial, que se disputó en Espinho, en Portugal.

## Equipos participantes
Participaron quince selecciones nacionales en el evento, por lo que fue el mayor número en la historia de la clasificación asiática.
| Equipos participantes  | Equipos participantes | Equipos participantes | Equipos participantes |
| ---------------------- | --------------------- | --------------------- | --------------------- |
| Baréin                 | Irán                  | Líbano                | Tailandia             |
| Catar                  | Irak                  | Laos                  | Uzbekistán            |
| China                  | Japón                 | Omán                  | Vietnam               |
| Emiratos Árabes Unidos | Kuwait                | Palestina             |                       |

## Sistema de competencia
En la primera ronda del torneo, los dieciséis equipos participantes se divideron en cuatro grupos, los cuales jugaron bajo el sistema de todos contra todos. Los primeros lugares de cada grupo clasificaron a la siguiente ronda.
En la segunda ronda los cuatro equipos clasificados fueron emparejados. Los ganadores de cada encuentro clasificaron a la copa mundial, mientras que los perdedores decidieron el tercer clasificado para dicho evento. Además, hubo emparejamientos de eliminación directa para decidir el quinto y séptimo puesto.

## Calendario y resultados

### Primera fase

#### Grupo A
| Equipo | Pts | PJ | PG | PG+ | PP | GF | GC | Dif |
| ------ | --- | -- | -- | --- | -- | -- | -- | --- |
| Omán   | 9   | 3  | 3  | 0   | 0  | 19 | 5  | +14 |
| Baréin | 6   | 3  | 2  | 0   | 1  | 16 | 6  | +10 |
| Laos   | 3   | 3  | 1  | 0   | 2  | 11 | 21 | -10 |
| Catar  | 0   | 3  | 0  | 0   | 3  | 6  | 20 | -14 |

| Fecha                      | Lugar           |        |                   | Resultado |                   |        |
| -------------------------- | --------------- | ------ | ----------------- | --------- | ----------------- | ------ |
| 23 de marzo de 2015, 15:00 | Playa de Katara | Omán   | Bandera de Omán   | 3: 2      | Bandera de Baréin | Baréin |
| 23 de marzo de 2015, 18:45 | Playa de Katara | Catar  | Bandera de Catar  | 5: 6      | Bandera de Laos   | Laos   |
| 24 de marzo de 2015, 15:00 | Playa de Katara | Laos   | Bandera de Laos   | 3: 8      | Bandera de Omán   | Omán   |
| 24 de marzo de 2015, 18:45 | Playa de Katara | Baréin | Bandera de Baréin | 6: 1      | Bandera de Catar  | Catar  |
| 25 de marzo de 2015, 15:00 | Playa de Katara | Baréin | Bandera de Baréin | 8: 2      | Bandera de Laos   | Laos   |
| 25 de marzo de 2015, 18:45 | Playa de Katara | Catar  | Bandera de Catar  | 0: 8      | Bandera de Omán   | Omán   |

#### Grupo B
| Equipo  | Pts | PJ | PG | PG+ | PP | GF | GC | Dif |
| ------- | --- | -- | -- | --- | -- | -- | -- | --- |
| Japón   | 9   | 3  | 3  | 0   | 0  | 13 | 5  | +8  |
| China   | 4   | 3  | 1  | 1   | 1  | 9  | 13 | -4  |
| Kuwait  | 3   | 3  | 1  | 0   | 2  | 12 | 13 | -1  |
| Vietnam | 0   | 3  | 0  | 0   | 3  | 11 | 14 | -3  |

| Fecha                      | Lugar           |         |                                       | Resultado            |                                       |         |
| -------------------------- | --------------- | ------- | ------------------------------------- | -------------------- | ------------------------------------- | ------- |
| 23 de marzo de 2015, 16:15 | Playa de Katara | China   | Bandera de la República Popular China | 5: 5 (0:0, 3:2 pen.) | Bandera de Vietnam                    | Vietnam |
| 23 de marzo de 2015, 17:30 | Playa de Katara | Japón   | Bandera de Japón                      | 5: 3                 | Bandera de Kuwait                     | Kuwait  |
| 24 de marzo de 2015, 16:15 | Playa de Katara | Kuwait  | Bandera de Kuwait                     | 3: 4                 | Bandera de la República Popular China | China   |
| 24 de marzo de 2015, 17:30 | Playa de Katara | Vietnam | Bandera de Vietnam                    | 2: 3                 | Bandera de Japón                      | Japón   |
| 25 de marzo de 2015, 13:45 | Playa de Katara | Vietnam | Bandera de Vietnam                    | 4: 6                 | Bandera de Kuwait                     | Kuwait  |
| 25 de marzo de 2015, 17:30 | Playa de Katara | Japón   | Bandera de Japón                      | 5: 0                 | Bandera de la República Popular China | China   |

#### Grupo C
| Equipo                 | Pts | PJ | PG | PG+ | PP | GF | GC | Dif |
| ---------------------- | --- | -- | -- | --- | -- | -- | -- | --- |
| Uzbekistán             | 6   | 2  | 2  | 0   | 0  | 12 | 6  | +6  |
| Emiratos Árabes Unidos | 3   | 2  | 1  | 0   | 1  | 12 | 11 | +1  |
| Irak                   | 0   | 2  | 0  | 0   | 2  | 6  | 13 | -7  |
| Palestina 1            | 0   | 0  | 0  | 0   | 0  | 0  | 0  | 0   |

| Fecha                      | Lugar           |                        |                                   | Resultado |                                   |                        |
| -------------------------- | --------------- | ---------------------- | --------------------------------- | --------- | --------------------------------- | ---------------------- |
| 23 de marzo de 2015, 12:30 | Playa de Katara | Emiratos Árabes Unidos | Bandera de Emiratos Árabes Unidos | 7: 5      | Bandera de Irak                   | Irak                   |
| 23 de marzo de 2015, 13:45 | Playa de Katara | Palestina              | Bandera de Palestina              | Cancelado | Bandera de Uzbekistán             | Uzbekistán             |
| 24 de marzo de 2015, 12:30 | Playa de Katara | Uzbekistán             | Bandera de Uzbekistán             | 6: 5      | Bandera de Emiratos Árabes Unidos | Emiratos Árabes Unidos |
| 24 de marzo de 2015, 13:45 | Playa de Katara | Irak                   | Bandera de Irak                   | Cancelado | Bandera de Palestina              | Palestina              |
| 25 de marzo de 2015, 12:30 | Playa de Katara | Uzbekistán             | Bandera de Uzbekistán             | 6: 1      | Bandera de Irak                   | Irak                   |
| 25 de marzo de 2015, 16:15 | Playa de Katara | Emiratos Árabes Unidos | Bandera de Emiratos Árabes Unidos | Cancelado | Bandera de Palestina              | Palestina              |

#### Grupo D
| Equipo    | Pts | PJ | PG | PG+ | PP | GF | GC | Dif |
| --------- | --- | -- | -- | --- | -- | -- | -- | --- |
| Irán      | 6   | 2  | 2  | 0   | 0  | 11 | 3  | +8  |
| Líbano    | 2   | 2  | 0  | 1   | 1  | 5  | 5  | 0   |
| Tailandia | 0   | 2  | 0  | 0   | 2  | 3  | 11 | -8  |

| Fecha                      | Lugar           |           |                      | Resultado       |                      |           |
| -------------------------- | --------------- | --------- | -------------------- | --------------- | -------------------- | --------- |
| 23 de marzo de 2015, 20:00 | Playa de Katara | Irán      | Bandera de Irán      | 3: 2            | Bandera de Líbano    | Líbano    |
| 24 de marzo de 2015, 20:00 | Playa de Katara | Tailandia | Bandera de Tailandia | 2: 3 (0:1 t.s.) | Bandera de Líbano    | Líbano    |
| 25 de marzo de 2015, 20:00 | Playa de Katara | Irán      | Bandera de Irán      | 8: 1            | Bandera de Tailandia | Tailandia |

### Segunda fase

#### Fase final
|  | Cuartos de final       | Cuartos de final |             |       | Semifinales            | Semifinales            |  |  | Final       | Final |
|  |                        |                  |             |       |                        |                        |  |  |             |       |
|  | 26 de marzo            |                  |             |       |                        |                        |  |  |             |       |
|  |                        |                  |             |       |                        |                        |  |  |             |       |
|  | Uzbekistán             | 1                |             |       |                        |                        |  |  |             |       |
|  | Uzbekistán             | 1                | 27 de marzo |       |                        |                        |  |  |             |       |
|  | Líbano                 | 6                |             |       |                        |                        |  |  |             |       |
|  | Líbano                 | 6                | Líbano      | 4     |                        |                        |  |  |             |       |
|  | 26 de marzo            |                  | Líbano      | 4     |                        |                        |  |  |             |       |
|  |                        | Omán (t.s.)      | 5           |       |                        |                        |  |  |             |       |
|  | Omán                   | Omán (t.s.)      | 5           | 7     |                        |                        |  |  |             |       |
|  | Omán                   |                  | 28 de marzo | 7     |                        |                        |  |  |             |       |
|  | China                  | 2                |             |       |                        |                        |  |  |             |       |
|  | China                  | 2                | Omán (p)    | 1 (3) |                        |                        |  |  |             |       |
|  | 26 de marzo            |                  | Omán (p)    | 1 (3) |                        |                        |  |  |             |       |
|  |                        | Japón            | 1 (2)       |       |                        |                        |  |  |             |       |
|  | Irán                   | Japón            | 1 (2)       | 6     |                        |                        |  |  |             |       |
|  | Irán                   | 27 de marzo      |             | 6     |                        |                        |  |  |             |       |
|  | Emiratos Árabes Unidos | 1                |             |       |                        |                        |  |  |             |       |
|  | Emiratos Árabes Unidos | 1                | Irán        | 4     | Tercer y cuarto puesto | Tercer y cuarto puesto |  |  |             |       |
|  | 26 de marzo            |                  | Irán        | 4     | Tercer y cuarto puesto | Tercer y cuarto puesto |  |  |             |       |
|  |                        | Japón            | 5           |       |                        |                        |  |  |             |       |
|  | Japón                  | Japón            | 5           | 5     | Líbano                 | 3                      |  |  |             |       |
|  | Japón                  |                  |             | 5     | Líbano                 | 3                      |  |  |             |       |
|  | Baréin                 | 2                |             | Irán  | 8                      |                        |  |  |             |       |
|  | Baréin                 | 2                |             |       | 8                      |                        |  |  |             |       |
|  |                        |                  |             |       |                        |                        |  |  | 28 de marzo |       |
|  |                        |                  |             |       |                        |                        |  |  |             |       |

#### Quinto lugar
|  | Semifinales            | Semifinales            |   |             | Final         | Final       |  |
|  | 27 de marzo            | 27 de marzo            |   |             | 28 de marzo   | 28 de marzo |  |
|  |                        |                        |   |             |               |             |  |
|  | 27 de marzo            |                        |   |             |               |             |  |
|  | Uzbekistán             | 3                      |   |             |               |             |  |
|  | China                  | 4                      |   |             |               |             |  |
|  |                        |                        |   |             |               |             |  |
|  |                        |                        |   |             | 28 de marzo   |             |  |
|  |                        |                        |   |             | China         | 1           |  |
|  |                        | Emiratos Árabes Unidos | 5 |             |               |             |  |
|  |                        |                        |   |             |               |             |  |
|  |                        |                        |   |             |               |             |  |
|  |                        |                        |   |             | Tercer lugar  |             |  |
|  | 27 de marzo            | 27 de marzo            |   | 28 de marzo | 28 de marzo   |             |  |
|  | Emiratos Árabes Unidos | 2                      |   | Uzbekistán  | 2             |             |  |
|  | Baréin                 | 1                      |   |             | Baréin (t.s.) | 3           |  |

#### Cuartos de final
| 26 de marzo de 2015, 16:15 | Uzbekistán   | 1:6                       | Líbano                                         | Playa de Katara, Doha                                       |                                                             |
|                            | Ganisher 20' | ( 0:1, 1:2, 0:3 ) Reporte | Merhi 8' 13' · Fattal 24' 27' 33' · Choker 26' | Asistencia: 300 espectadores Árbitro(s): Abdulaziz Abdullah | Asistencia: 300 espectadores Árbitro(s): Abdulaziz Abdullah |

| 26 de marzo de 2015, 17:30 | Irán                                                                                               | 6:1                       | Emiratos Árabes Unidos | Playa de Katara, Doha                                    |                                                          |
|                            | Morshedizadeh 7' · Hosseini 15' · Akbari 27' · Ahmadzadeh 28' · Abadi 30' · Boulokbashi 34' (pen.) | ( 1:1, 1:0, 4:0 ) Reporte | Karim 4'               | Asistencia: 475 espectadores Árbitro(s): Suwat Wongsuwan | Asistencia: 475 espectadores Árbitro(s): Suwat Wongsuwan |

| 26 de marzo de 2015, 18:45 | Omán                                                                              | 7:2                       | China                         | Playa de Katara, Doha                                           |                                                                 |
|                            | Al-Dhabit 3' · Al-Oraimi 12' 29' 31' · Al-Araimi 15' · Al-Sinani 20' · Ghaith 24' | ( 2:1, 3:0, 2:1 ) Reporte | Cai Weiming 3' · Wan Chao 27' | Asistencia: 250 espectadores Árbitro(s): Suhaimi Bin Mat Hassan | Asistencia: 250 espectadores Árbitro(s): Suhaimi Bin Mat Hassan |

| 26 de marzo de 2015, 20:00 | Japón                                                                 | 5:2                       | Baréin                | Playa de Katara, Doha                                         |                                                               |
|                            | Takaaki 13' · Ozu 23' · Hirofumi 29' · Shinji 30' · Khaled 35' (a.g.) | ( 0:1, 2:0, 3:1 ) Reporte | Jamal 2' · Naseeb 33' | Asistencia: 237 espectadores Árbitro(s): Abdullah Ali Mohamed | Asistencia: 237 espectadores Árbitro(s): Abdullah Ali Mohamed |

#### Semifinales por el Quinto lugar
| 27 de marzo de 2015, 16:15 | Uzbekistán                      | 3:4                       | China                                                               | Playa de Katara, Doha                                         |                                                               |
|                            | Jamoliddin 15' 17' · Sarvar 18' | ( 0:1, 3:2, 0:1 ) Reporte | Wan Chao 12' · Cai Weiming 18' · Hao Min Hui 22' · Wen Tingyuan 28' | Asistencia: 250 espectadores Árbitro(s): Abdullah Ali Mohamed | Asistencia: 250 espectadores Árbitro(s): Abdullah Ali Mohamed |

| 27 de marzo de 2015, 17:30 | Emiratos Árabes Unidos | 2:1                       | Baréin     | Playa de Katara, Doha                                             |                                                                   |
|                            | Ali 16' · Karim 35'    | ( 0:0, 1:1, 1:0 ) Reporte | Khaled 17' | Asistencia: 437 espectadores Árbitro(s): Akbarpour Ebrahim Asghar | Asistencia: 437 espectadores Árbitro(s): Akbarpour Ebrahim Asghar |

#### Semifinales
| 27 de marzo de 2015, 18:45 | Líbano                                 | 4:5 (t. s.)(0:1 t. s.)    | Omán                                                                  | Playa de Katara, Doha                                        |                                                              |
|                            | Fattal 17' · Grada 27' 34' · Merhi 34' | ( 0:0, 1:2, 3:2 ) Reporte | Al-Araimi 16' 39' · Mohammed 18' · Hilal Hamed 32' · Merhi 34' (a.g.) | Asistencia: 1.200 espectadores Árbitro(s): Namazov Bakhtiyor | Asistencia: 1.200 espectadores Árbitro(s): Namazov Bakhtiyor |

| 27 de marzo de 2015, 20:00 | Irán                                          | 4:5                       | Japón                                                  | Playa de Katara, Doha                               |                                                     |
|                            | Abdollahi 8' 20' · Ahmadzadeh 12' · Kiani 35' | ( 2:0, 1:4, 1:1 ) Reporte | Hirofumi 15' · Shusei 16' · Takasuke 17' 20' · Ozu 32' | Asistencia: 521 espectadores Árbitro(s): Shao Liang | Asistencia: 521 espectadores Árbitro(s): Shao Liang |

#### Séptimo lugar
| 28 de marzo de 2015, 15:00 | Uzbekistán   | 2:3 (t. s.)(0:1 t. s.)    | Baréin                                  | Playa de Katara, Doha                                       |                                                             |
|                            | Jafar 6' 11' | ( 2:1, 0:0, 0:1 ) Reporte | Ahmed Jasim 8' · Khaled 30' · Salem 38' | Asistencia: 261 espectadores Árbitro(s): Abdulaziz Abdullah | Asistencia: 261 espectadores Árbitro(s): Abdulaziz Abdullah |

#### Quinto lugar
| 28 de marzo de 2015, 16:15 | China          | 1:5                       | Emiratos Árabes Unidos                        | Playa de Katara, Doha                                              |                                                                    |
|                            | Fu Xiaojun 29' | ( 0:3, 0:1, 1:1 ) Reporte | Karim 4' · H. Mohamed 6' 12' 25' · Muftah 16' | Asistencia: 100 espectadores Árbitro(s): Abdulla Saleh Qasim Saleh | Asistencia: 100 espectadores Árbitro(s): Abdulla Saleh Qasim Saleh |

#### Tercer Lugar
| 28 de marzo de 2015, 17:30 | Líbano                              | 3:8                       | Irán                                                                      | Playa de Katara, Doha                                                        |                                                                              |
|                            | Choker 17' · Fattal 20' · Merhi 26' | ( 0:2, 2:3, 1:3 ) Reporte | Farahabadi 9' · Mokhtari 12' · Abadi 13' 29' · Ahmadzadeh 15' 21' 28' 33' | Asistencia: 932 espectadores Árbitro(s): Wan Mohamad Tarmizi Bin Wan Ibrahim | Asistencia: 932 espectadores Árbitro(s): Wan Mohamad Tarmizi Bin Wan Ibrahim |

#### Final
| 28 de marzo de 2015, 20:00 | Omán                                | 1:1 (t. s.)(0:0 t. s.)(3:2 p.) | Japón                   | Playa de Katara, Doha                                        |                                                              |
|                            | Al-Dhabit 2'                        | ( 1:0, 0:1, 0:0 ) Reporte      | Ozu 23'                 | Asistencia: 1.200 espectadores Árbitro(s): Namazov Bakhtiyor | Asistencia: 1.200 espectadores Árbitro(s): Namazov Bakhtiyor |
|                            |                                     | Tiros desde el punto penal     |                         |                                                              |                                                              |
|                            | Al-Dhabit · Hilal Hamed · Al-Araimi |                                | Ozu · Shinji · Takasuke |                                                              |                                                              |

|                          |
| Campeón Omán 1.er Título |

## Clasificados a la Copa Mundial de Fútbol Playa de 2015
| Bandera de Omán | Bandera de Japón | Bandera de Irán |
| Omán            | Japón            | Irán            |
| --------------- | ---------------- | --------------- |